# 沿河乡 (城口县)
沿河乡，是中华人民共和国重庆市城口县下辖的一个乡镇级行政单位。

## 行政区划
沿河乡下辖以下地区：
联坪村、文丰村、红岩村、迎红村、柏树村和北坡村。